# Leonardo Capezzi
Leonardo Capezzi (Figline Valdarno, 28 maart 1995) is een Italiaans voetballer die als centrale middenvelder speelt. Hij verruilde FC Crotone in augustus 2016 voor UC Sampdoria.

## Clubcarrière
Capezzi is een jeugdproduct van Fiorentina. Hij debuteerde voor La Viola op 7 november 2013 in de Europa League tegen het Roemeense Pandurii Târgu Jiu. Hij viel na 80 minuten in voor verdediger Facundo Roncaglia en zag zijn team een 1-0-achterstand ombuigen in winst.

## Interlandcarrière
Capezzi speelde in diverse Italiaanse nationale jeugdelftallen.
1 Perisan ·
2 Goglitsjidze ·
3 Pezzella ·
5 Grassi  ·
6 Henderson ·
7 Sambia ·
8 Anjorin ·
9 Pellegri ·
10 Fazzini ·
11 Gyasi ·
12 Seghetti ·
13 Cacace ·
15 Sazonov ·
16 Belardinelli ·
17 Solbakken ·
19 Ekong ·
21 Viti ·
22 De Sciglio ·
23 Vásquez ·
24 Ebuehi ·
27 Żurkowski ·
29 Colombo ·
32 Haas ·
34 Ismajli ·
93 Maleh ·
98 Brancolini ·
99 Esposito ·
Coach: D'Aversa